# 海岸弯曲菌属
海岸弯曲菌属（学名：Litorilituus）是交替单胞菌科下的一个属。本属中的沉积物海岸弯曲菌是从中国青岛一个文昌鱼养殖区采集到的海滩淤泥中分离出来的。

## 下属物种
本属包括以下物种：
- 解脂海岸弯曲菌 Litorilituus lipolyticus
- 沉积物海岸弯曲菌 Litorilituus sediminis